# Metacnephia paraskevae
Metacnephia paraskevae är en tvåvingeart som beskrevs av Petrova, Chubareva och Kachvoryan 1995. Metacnephia paraskevae ingår i släktet Metacnephia och familjen knott. Inga underarter finns listade i Catalogue of Life.